# Хуан Висенте Перез
Хуан Висенте Перез Мора (шп. Juan Vicente Pérez Mora; Ел Кобре, 27. мај 1909 — Сан Хосе де Боливар, 2. април 2024) био је венецуелански суперстогодишњак који је према гинисовој књизи рекорда носио титулу најстаријег живог мушкарца на свету у периоду од 18. јануара 2022. до 2. априла 2024. године. Он је такође тренутно држи рекорд као најстарија особа која је икада живела у Венецуели.

## Биографија
Хуан Висенте Перез Мора рођен је у Ел Кобреу, Тачира, Венецуела, 27. маја 1909. године. Његови родитељи су били Еукитио Перез Мора (1869–1943) и Еделмира Мора Санчез (1869–1949). 1913. године, његова породица преселила се у Сан Хосе де Боливар. 1921. године, шпански грип је стигао до њиховог села. Његова мајка је покушала да сачува породицу, али Хуан Висенте и нека од његове браће су се разболели, упркос свим мерама предострожности. Брзо се опоравио захваљујући мајчиној нези, а отворивши очи рекао је: "Мама, добро сам, боље ми је. Видећеш да ћу живети преко сто година!". 1938. године, оженио је Едиофину Гарсију, са којом је имао шест синова и пет ћерки. Едиофина је преминула 1997. године.
Почетком 1950-их био је ангажован као радник на изградњи пута од Квенике до Сан Хосе де Боливара, где је, између осталог, радио на сечи брда и дрвећа, премештању камења и равнању земљишта. Изградња пута је био прави догађај за регион који је повезао Сан Хосе де Боливар са остатком Венецуеле. У доби од 54 године, добио је прву личну карту.
4. октобра 2015. године, након смрти 107-годишњег Хозеа Грегорија Брита Рире, постао је најстарија жива особа у Венецуели.
27. маја 2019. године, прославио је свој 110. рођендан, поставши први мушки суперстогодишњак у историји Венецуеле.
18. јула 2020. године, у доби од 111 година и 52 дана, надмашио је старост Кармена Пачеко де Караско (1901–2013) од 111 година и 51 дан, поставши најстарија особа која је икада живела у Венецуели.
18. јануара 2022. године, након смрти 112-годишњег Сатурнина де ла Фуенте Гарсие из Шпаније, постао је најстарији живи мушкарац на свету.
1. јуна 2022. године, након смрти 112-годишњег Делија Вентуротија из Бразила, постао је последњи преживели мушкарац рођен у деценији 1900-их.
Хуан Висенте Перез Мора преминуо је у Сан Хосе де Боливару, Тачира, Венецуела, 2. априла 2024. године, у доби од 114 година и 311 дана. Био је последњи преживели мушкарац рођен пре 1911. године, а након његове смрти, тада 112-годишњи Ши Пинг из Кине, преузео је титулу најстаријег живог мушкарца на свету.